# Bletia macristhmochila
Bletia macristhmochila är en orkidéart som beskrevs av Jesse More Greenman. Bletia macristhmochila ingår i släktet Bletia och familjen orkidéer. Inga underarter finns listade i Catalogue of Life.